# Verwirkungsklausel (Erbrecht)
Eine Verwirkungsklausel (auch kassatorische Klausel oder privatorische Klausel) ist eine Bestimmung in einer Verfügung von Todes wegen. Sie soll dazu führen, dass der Erbe seinen Anspruch verliert, wenn er eine bestimmte Handlung setzt.
Eine besondere Verwirkungsklausel ist die sog. Sozinische Klausel.
Rechtlich werden solche Klauseln als auflösende Bedingung gewertet. Der Erbe wird „Vollerbe“ (mit allen Rechten und Pflichten). Der Bedachte verliert jedoch in weiterer Folge die Zuwendung, sobald er gegen die Verwirkungsklausel verstößt. Er wird enterbt mit der Folge, dass der ehemalige „Vollerbe“ zum Vorerben wird. Mit dem Eintritt der Bedingung kommt eine Nacherbschaft zum Tragen.
Die Auslegung der Verwirkungsklausel birgt unter Umständen erhebliches Konfliktpotenzial in sich und kann dem vom Erblasser hauptsächlich gewünschten Zweck, den Frieden unter den Erben nach seinem Tod zu gewährleisten, entgegenwirken.

## Zielsetzung
Verwirkungsklauseln sollen
- den letzten und wahren Willen des Erblassers dauerhaft durchsetzen,
- Streitigkeiten unter den Erben vermeiden.

Die Verwirkungsklausel droht einem potenziellen Unruhestifter mit der Enterbung oder der Einsetzung auf den Pflichtteil. 

## Deutschland
Im BGB selbst ist die Zulässigkeit dieser Klauseln nicht explizit geregelt. Sie werden aber sowohl von der Lehre als auch von der Rechtsprechung weitgehend für zulässig erachtet. Dies wird teilweise mit der Privatautonomie des Erblassers begründet.

## Österreich
Im österreichischen Erbrecht ist die Verwirkungsklausel ausdrücklich in § 712 Abs. 2 öABGB geregelt. Nach diesen Paragrafen handelt es sich um eine Anordnung des Erblassers, wodurch er dem Erben oder Vermächtnisnehmer (Legatar) unter angedrohter Entziehung eines Vorteils verbietet, den letzten Willen zu bestreiten. Wird jedoch gemäß § 712 öABGB, nur die Echtheit oder der Sinn der Erklärung vom Erben angefochten, tritt die Wirkung der Verwirkungsklausel nicht ein. Lehre und Rechtsprechung in Österreich haben auch noch weitere Fälle herausgearbeitet, bei denen der Erbe sanktionslos gegen den Inhalt der Verwirkungsklausel vorgehen kann. Kann der Erbe erreichen, dass der Inhalt der Verwirkungsklausel vom Gericht als ungültig angesehen wird, kann er unter Umständen auch die Verwirkungsklausel selbst zu Fall bringen, obwohl dies ansonsten mit dem Verlust des Vorteils verbunden wäre.

## Liechtenstein
In Liechtenstein wurden die Bestimmungen des § 720 FL-ABGB aus dem österreichischen Gesetzbuch, § 712 Abs. 2 öABGB rezipiert und sind ähnlich ausgestaltet.

## Beispiele
Geläufige Formulierungen in einem Testament sind z. B.: „Wer sich gegen die Anordnungen in meinem Testament widersetzt …“, „Wer Streit anfängt …“, „Wer nach meinem Tod Unfrieden stiftet …“ oder „Wer sich gegen mein Testament auflehnt …“, „wenn ein Erbe dies und jenes tut bzw. nicht tut, soll …“